# 社会主义劳动者党
社会主义劳动者党（土耳其語：Sosyalist Emekçiler Partisi，缩写为SEP）是土耳其的一个托洛茨基主义政治组织。该组织是围绕着《马克思主义观点》（一本自2004年开始发行的左翼杂志）产生的。2009年，不断革命运动成立，开启组织化进程。2016年4月16日，不断革命运动的成员宣布建立社会主义劳动者党。该组织决定，在召开第一次代表大会并正式建党之前，以“社会主义劳动者党倡议”的名义活动。
该党的政治立场是极左翼。该党的意识形态是共产主义、马克思主义、列宁主义、托洛茨基主义。该党的总部设于安卡拉。该党的口号是“社会主义必胜！社会主义劳动者将创造一个新世界！”。2019年，该党参与创建国际社会主义联盟，后于2022年9月退出。2024年，该党有38名成员。